# Tour de télévision de Kharkiv
La tour de télévision de Kharkiv (en ukrainien Харківська телевежа, Televeja Kharkiv) est une tour d'une hauteur de 240,7 m construite en acier en 1981 et située à Kharkiv, en Ukraine. La tour a été partiellement détruite par un missile X-59 russe lors de l'invasion de l'Ukraine par la Russie.

## Historique
Elle est semblable à la tour de télévision de Kiev. 
Le 6 mars 2022, à la suite d'un raid aérien russe sur la ville de Kharkiv, un bombardier Su-34 lance deux bombes sur la tour de télévision. L'avion a été abattu par la défense aérienne ukrainienne, et le pilote s'est éjecté et a été capturé. À la suite des impacts, la tour de télévision s'est effondrée, endommageant physiquement les supports, mais elle a survécu,,. 
Le 22 avril 2024, la tour est de nouveau touchée par un missile X-59 qui fait effondrer la partie supérieure de la tour,,,.

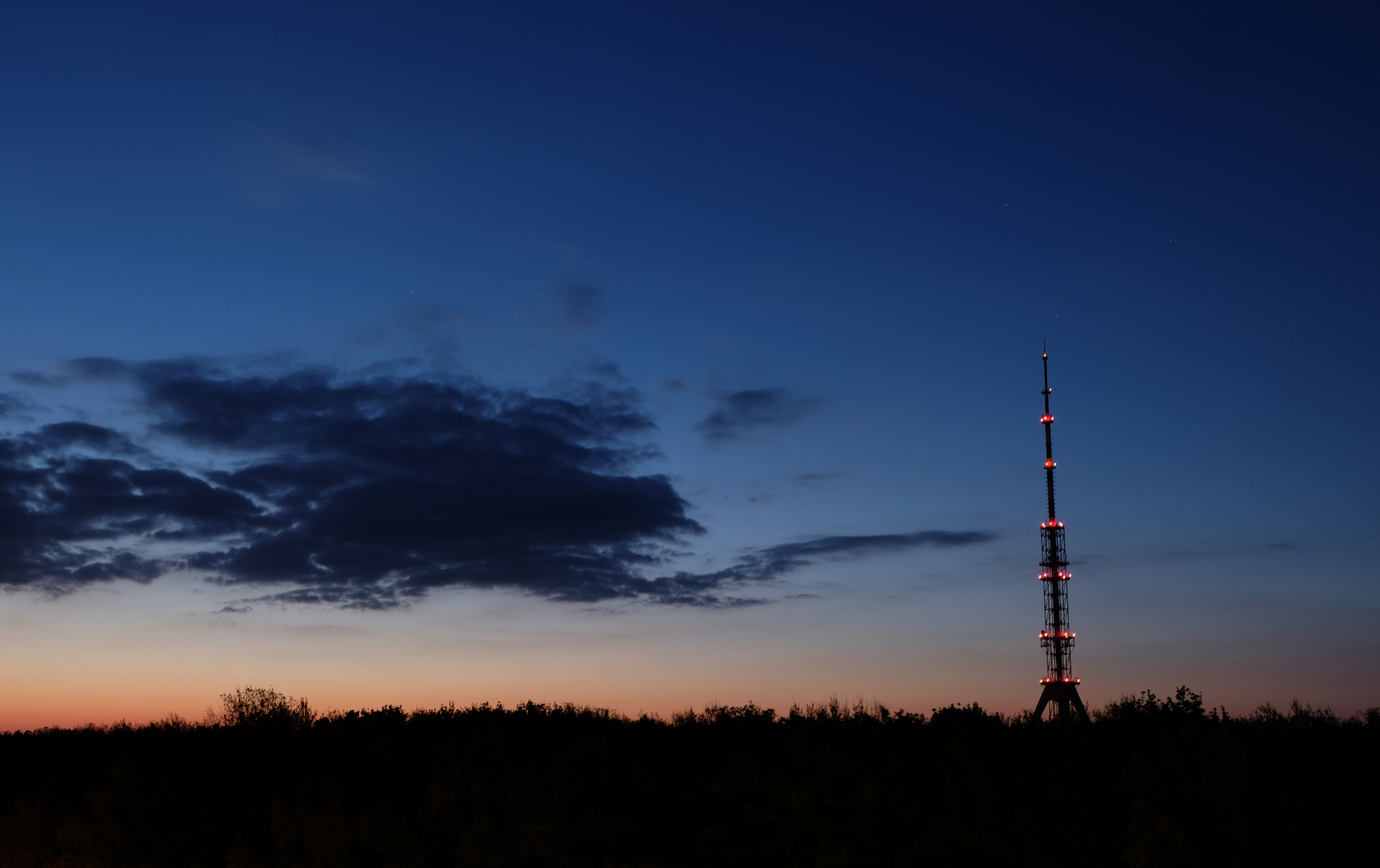
La tour de nuit en 2017.
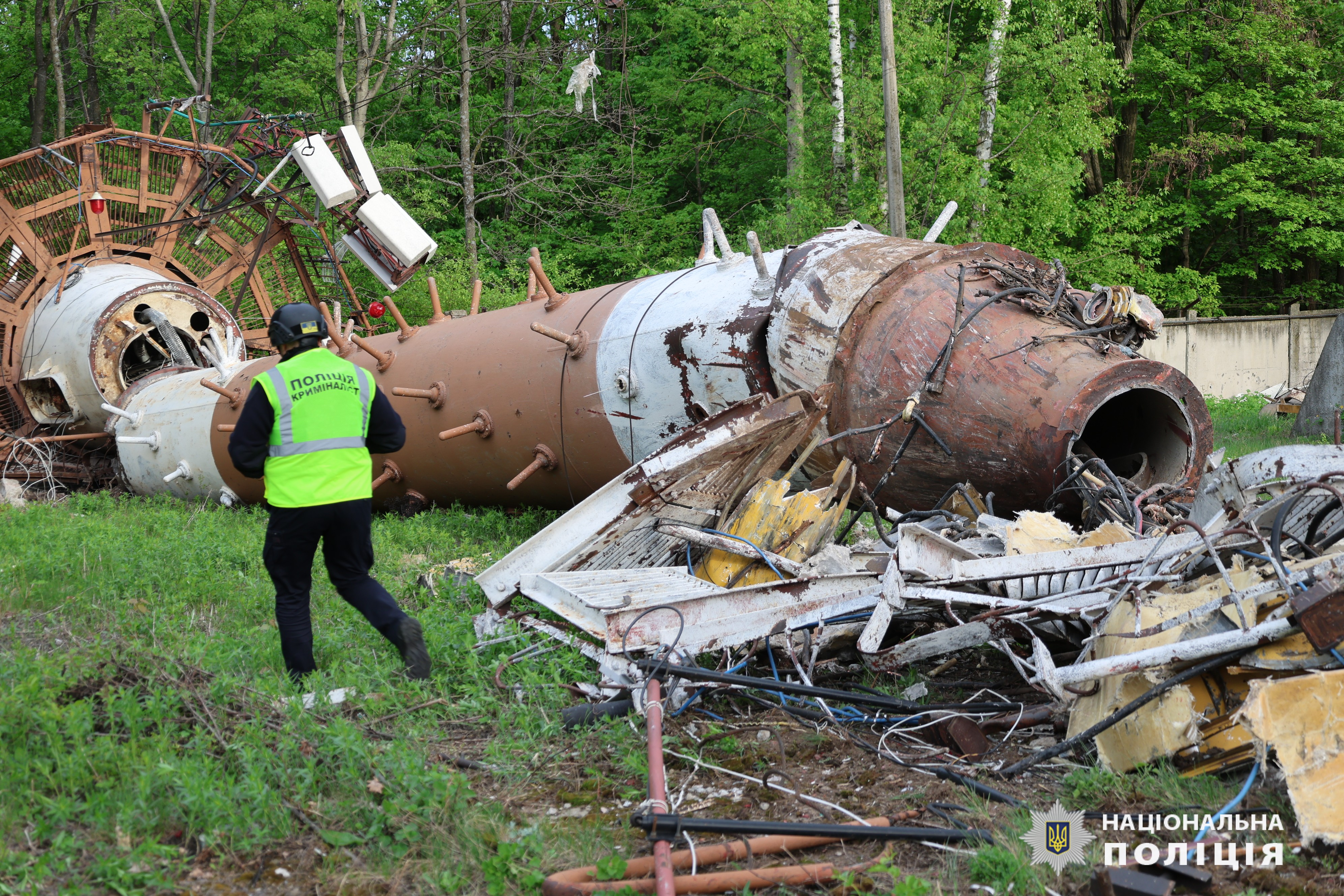
Débris après la frappe.
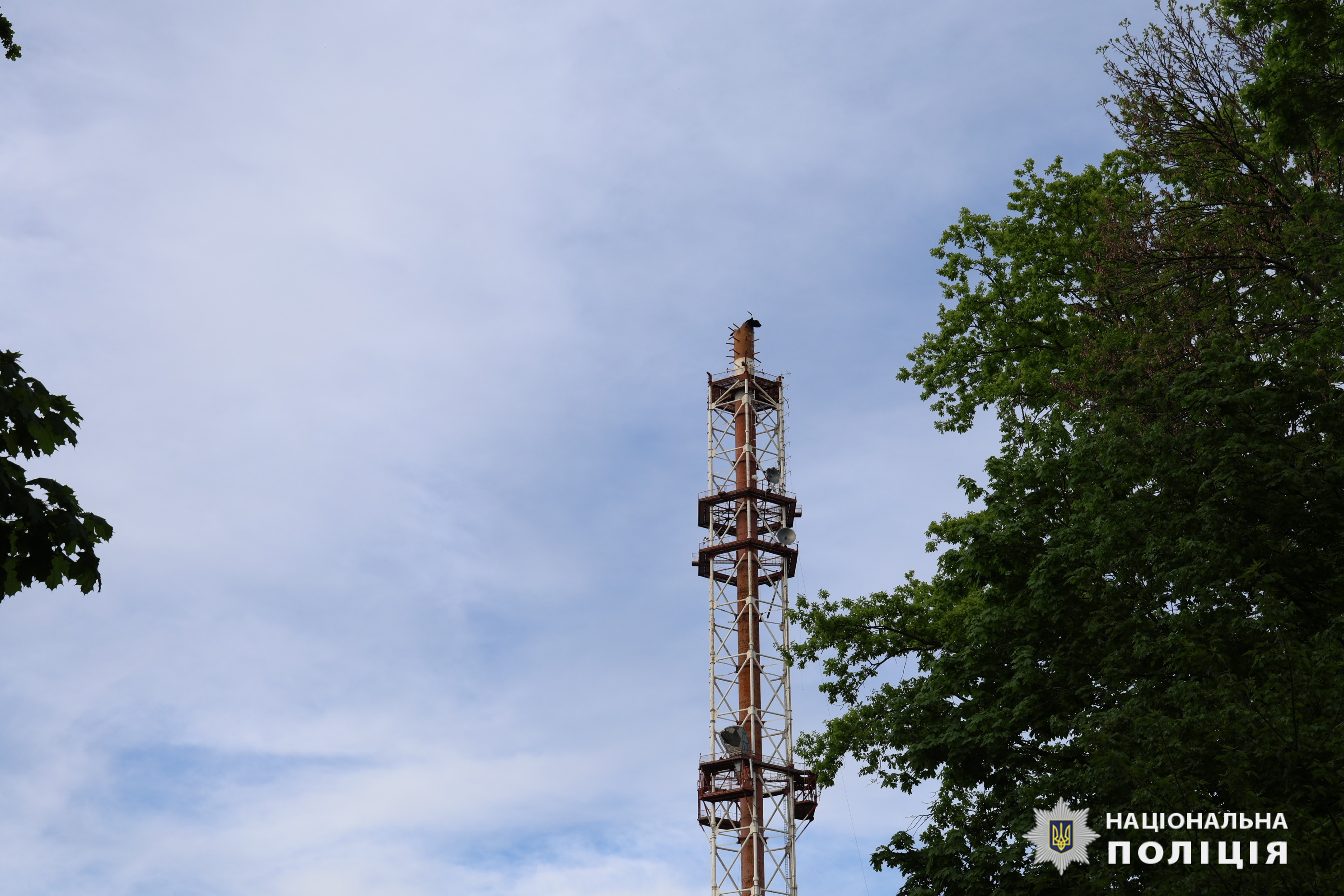
La tour amputée, image de la Police nationale (Ukraine).